# Nicu Anghel
Nicu Anghel (n. 7decembrie 1952) este un fost ofițer român,  colonel in retragere,  care a îndeplinit funcția de director al Serviciului de Protecție și Pază (SPP) (18 decembrie 1996 - 29 aprilie 1998).

## Biografie
Nicu Anghel a absolvit în anul 1974 Școala Militară de Ofițeri de Infanterie de la Sibiu, specialitatea Cercetare, urmând apoi cursurile Facultății de Arme Întrunite din cadrul Academiei Militare din București (1979 - 1981) și Colegiul Național de Apărare (1995).
După absolvirea școlii de ofițeri, a fost încadrat comandant Grup Cercetare in Adancime la B.422 Cc. Satu Mare și, apoi, comandant Grup Cercetare  in Adancime prin Parasutare la Cp.317 Cc. Huedin. A fost seful cercetarii, ulterior comandant de batalion parașutiști  în Regimentul 62 Parașutiști Campia Turzii (1982 - 1986 ) dupa absolvirea Academiei Militare. .
În anul 1986, Nicu Anghel a fost trecut în rezervă din motive necunoscute fiind numit instructor de parașutiști la Aeroclubul Transilvania din Sibiu.. A lucrat apoi la Turnul de Control Otopeni .
În perioada campaniei electorale prezidențiale din toamna anului 1996, Nicu Anghel a condus activitatea de asigurare a traseului candidatului Emil Constantinescu, fiind angajat de către viitorul consilier prezidențial Dorin Marian și plătit prin intermediul Fundației Române pentru Democrație .
După venirea în fruntea statului a lui Emil Constantinescu,  locotenent-colonelul (r) Nicu Anghel a fost numit, la data de 18 decembrie 1996, în funcția de director al Serviciului de Protecție și Pază (SPP) . Cu o zi înaintea numirii sale, se reunise în ședință CSAT sub conducerea președintelui Constantinescu și se modificase Regulamentul SPP pentru a permite preluarea funcției de director al SPP și de către un civil.
La data de 29 aprilie 1998, Nicu Anghel a fost eliberat la cerere din funcția de director al SPP , după izbucnirea scandalului Țigareta II (contrabandă cu țigări pe Aeroportul Militar Otopeni) în care fusese implicat și un ofițer SPP (colonelul Gheorghe Truțulescu).